# Ploumilliau
Ploumilliau település Franciaországban, Côtes-d’Armor megyében. Lakosainak száma 2460 fő (2022. január 1.). Ploumilliau Plouaret, Ploubezre, Ploulec’h, Plouzélambre, Saint-Michel-en-Grève és Trédrez-Locquémeau községekkel határos.

## Népesség
A település népességének változása:
| Lakosok száma | 1735 | 2100 | 2223 | 2449 | 2496 | 2494 | 2481 | 2464 | 2452 | 2460 |
|               | 1968 | 1982 | 1990 | 2006 | 2013 | 2015 | 2017 | 2019 | 2020 | 2022 |